# Psolidium tenue
Psolidium tenue is een zeekomkommer uit de familie Psolidae.
De wetenschappelijke naam van de soort werd in 1925 gepubliceerd door Theodor Mortensen.